# Zvenigora
Zvenygora (Звени́гора) è un film del 1927, diretto da Oleksandr Petrovič Dovženko.

## Trama
Alle pendici del monte Zvenigora giace da tempo immemore, disseminato e sepolto in terra, il prezioso e sfuggente tesoro della nazione ucraina. Già dai tempi dei Variaghi e degli Sciti il "nonno" lo ha difeso dagli attacchi degli avidi nemici, e nello stesso tempo ha tentato di impossessarsene, quand'anche a nome del popolo, e nonostante il fatto che il tesoro fosse custodito da una sorta di spaventoso spirito maligno.
In un'ampia carrellata di scene e situazioni che si rifanno alla storia e alla quotidianità ucraine, attraverso diversi secoli, il nonno è molte volte presente, spesso coi suoi due nipoti, Timoch e Pavel, che alternativamente si impegnano in varie cause inerenti alla nazione: dall'arruolamento nei cosacchi, alla collaborazione con la repubblica ucraina di Petljura o viceversa nell'Armata Rossa. Anche la giovane Oksana figura variamente, o come protagonista di idilliche scene pastorali ai bordi del lago, o come efferata traditrice della patria.
L'azione si focalizza infine in tempi più (per l'epoca) recenti: Pavel, nel periodo della rivoluzione d'ottobre e della susseguente guerra civile, vuole convincere il nonno a piazzare una carica esplosiva sui binari di un treno che trasporta passeggeri bolscevichi in territorio ucraino. Pavel dice al nonno che, come spesso nel corso della storia del paese, i bolscevichi vorrebbero impossessarsi del tesoro di Zvenigora.
Il nonno, fedele custode del tesoro, inizialmente cede alle insistenti preghiere del nipote. Poi, ad un più attento esame, decide di fermare il treno e di sventare l'attacco; finisce per montare sul treno stesso, accolto dai passeggeri benevolenti, e, messe da parte le riserve, si dirige su di esso verso il luminoso avvenire.